# Kerk van Oldelamer
De Kerk van Oldelamer is een kerkgebouw in Oldelamer, gemeente Weststellingwerf, in de Nederlandse provincie Friesland.

## Beschrijving
De kerk werd in 1794 herbouwd. Het is een driezijdig gesloten zaalkerk. De eerste steen van de geveltoren met spits werd in 1869 gelegd door predikant A.R. Holwerda. In de toren hangt een klok (1629) van klokkengieter Nicolaas Rogier Obertin. De preekstoel dateert uit circa 1700. Het orgel uit 1953 werd gemaakt door Johann Reil voor de kapel van het Friesch Volkssanatorium in Appelscha. Het werd in 1961 overgeplaatst naar de kerk in Oldelamer. De in 1992 gerestaureerde kerk is een rijksmonument.

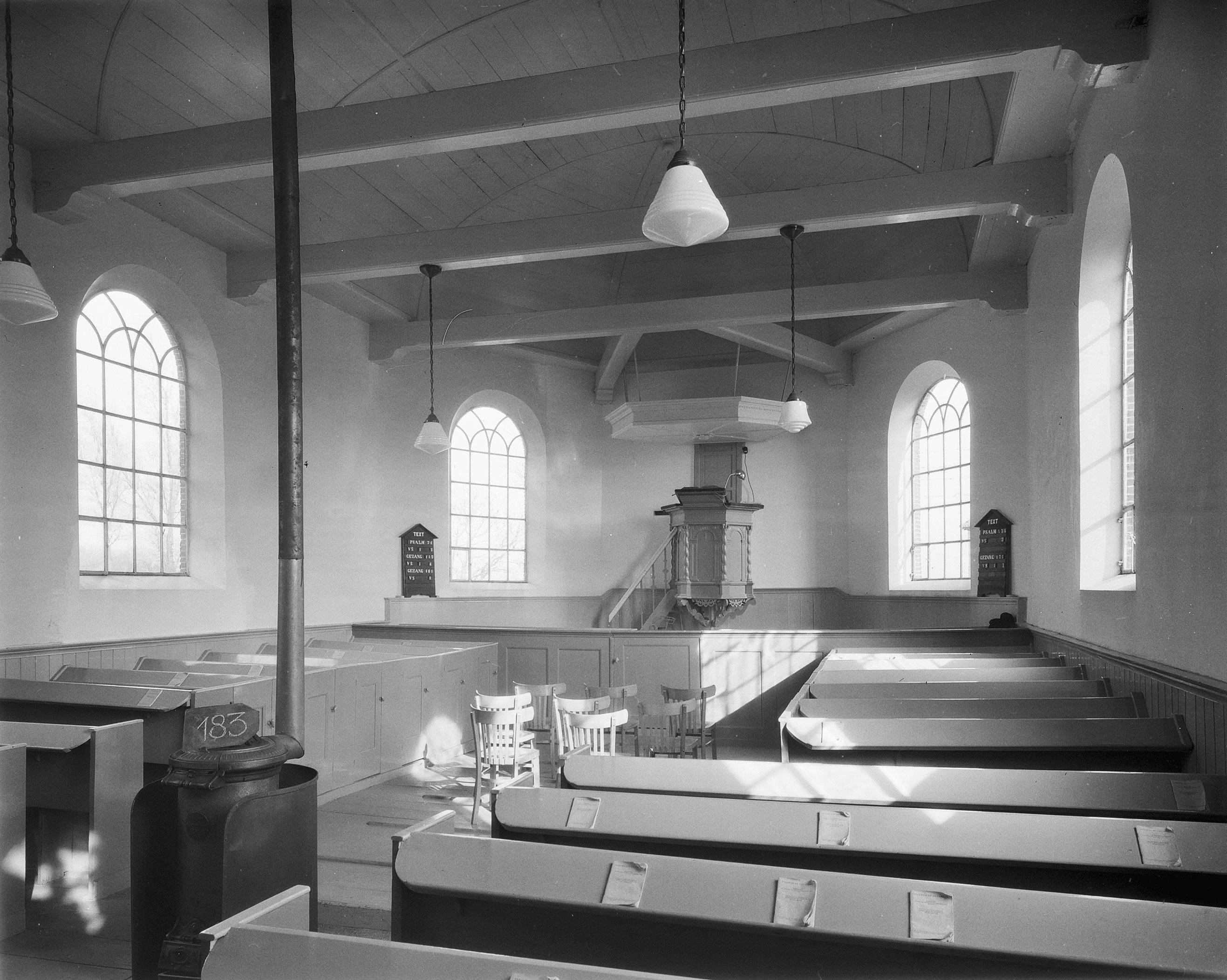
Interieur met preekstoel
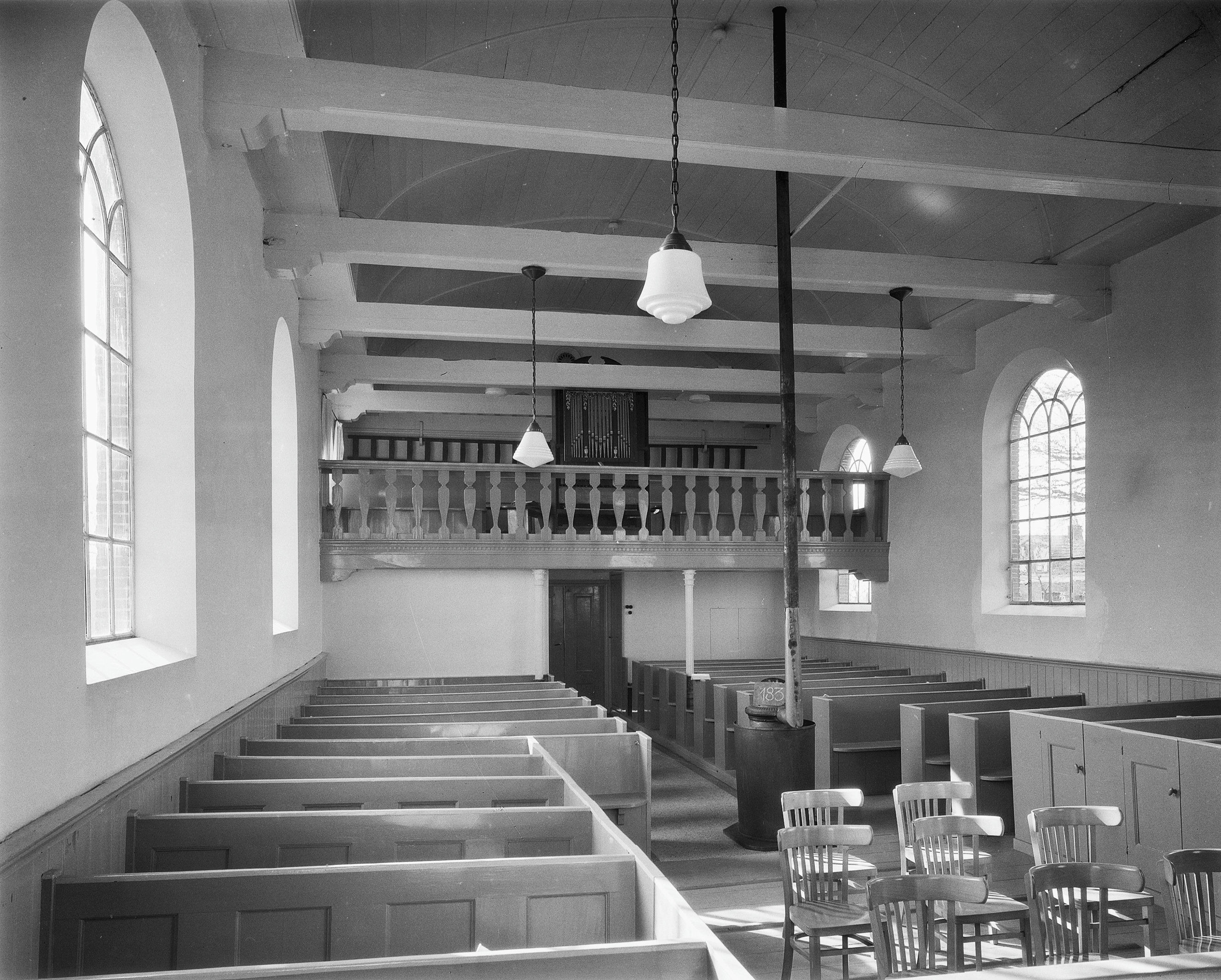
Interieur met orgel (1959)
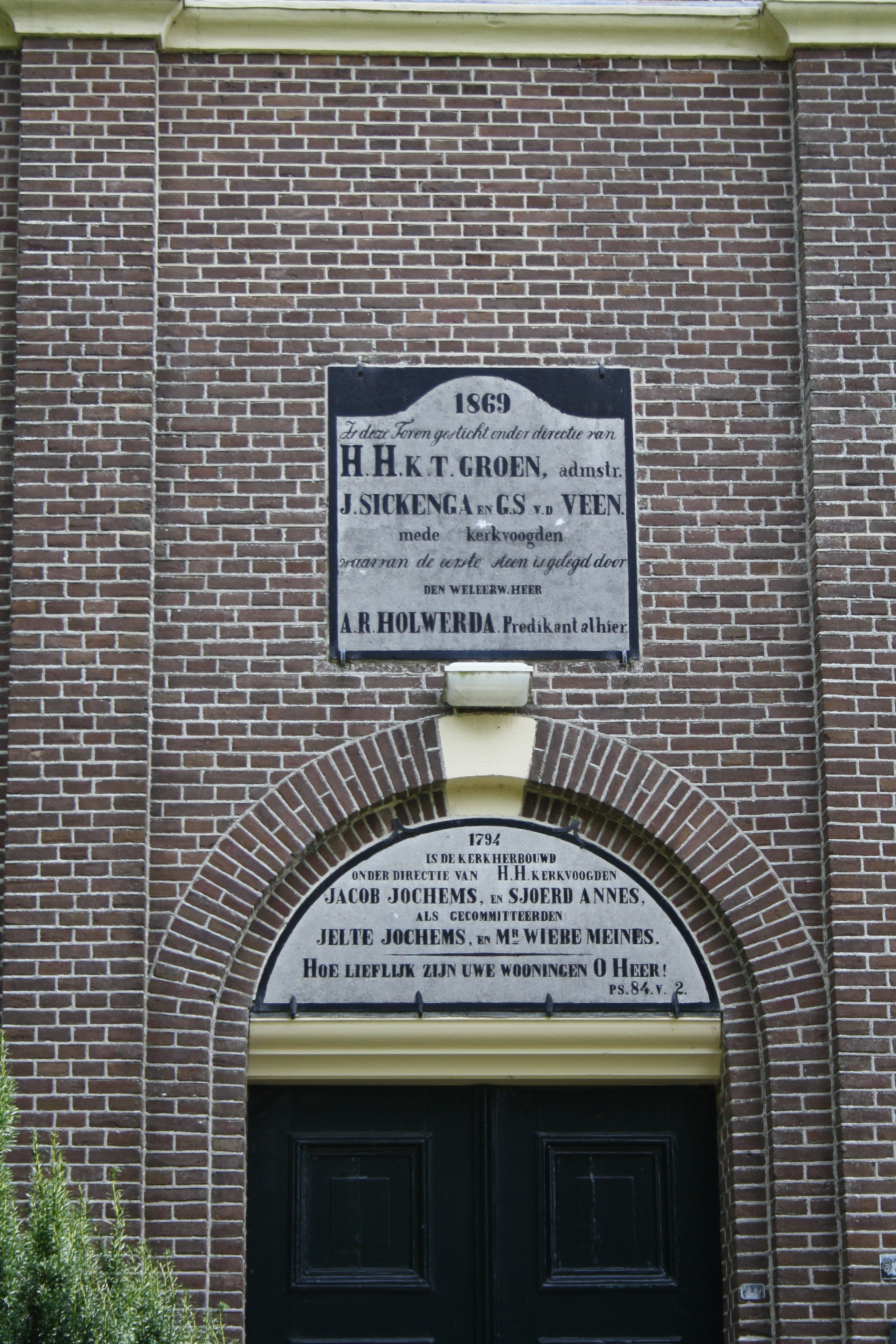
Gevelsteen boven ingang